# Федоришин Ігор Михайлович
Ігор Володимирович Федоришин (нар. 3 березня 1968, с. Ягільниця, Україна) — український священник, капелан. Лицар ордена «Народний Герой України».

## Життєпис
Ігор Федоришин народився 3 березня 1968 року в селі Ягільниці, нині Нагірянської громади Чортківського району Тернопільської области України.
Військову службу проходив у Афганістані.
Закінчив Львівську духовну семінарію. Священник у селах Коржовій (з травня 2002), Великих Млинівцях, Маловодах (1999—2002), Тарнавці, Високому (з травня 2002) та Беневі (1999—2002) Чортківського та Тернопільських районів Тернопільської області.
Головний військовий капелан Бучацької єпархії УГКЦ. Відслужив миротворчу місію в Косові; також перебував на Сході України, як капелан.